# کانگ جی-سوک
کانگ جی-سوک (انگلیسی: Kang Ji-sook؛ زادهٔ ۴ فوریهٔ ۱۹۷۹) بازیکن زن بسکتبال اهل کره جنوبی بود. وی در بازی‌های المپیک تابستانی ۲۰۰۰ و ۲۰۰۴ شرکت کرده‌است.